# Minmi
Minmi, uppkallad efter Minmi Crossing i Queensland i Australien (där den hittades), är en art av små dinosaurier, ankylosaurier,  som levde under den tidiga kritaperioden, ungefär 119 till 113 miljoner år sedan. Artbestämningen, M. paravertebra, beskrevs av Ralph Molnar 1980.
Rekordet för det kortaste dinosauriesläktnamnet, går nu Mei, en köttätare från Kina som namngavs 2004, och Kol, en köttätare från Mongoliet som namngavs 2009. 
Två bra exemplar av Minmi har beskrivits, bland annat ett mestadels komplett skelett och ytterligare fragment av pansaret kan härröra från detta släkte.
Släktets medlemmar blev uppskattningsvis 3 meter lång och de hade antagligen växter som föda.